# Radioplane Q-1
Radioplane Q-1 là một loại bia bay của Hoa Kỳ, được phát triển đầu thập niên 1950 cho Không quân Hoa Kỳ bởi hãng Radioplane Company.

## Biến thể
XQ-1
XQ-1A
YQ-1B
XQ-3

## Tính năng kỹ chiến thuật (YQ-1B)
Dữ liệu lấy từ 
Đặc tính tổng quát
- Kíp lái: 0 (UAV)
- Chiều dài: 18 ft 4 in (5,59 m)
- Sải cánh: 14 ft 4,5 in (4,382 m)[chuyển đổi: số không hợp lệ]
- Chiều cao: 4 ft 5 in (1,35 m)
- Trọng lượng cất cánh tối đa: 1.800 lb (816 kg)
- Động cơ: 1 × Continental YJ69-T-3 kiểu turbojet, 880 lbf (3,9 kN) thrust

Hiệu suất bay
- Vận tốc cực đại: 345 mph (555 km/h; 300 kn)